# Ppaengban
Ppaengban (뺑반?), noto anche con il titolo internazionale Hit-and-Run Squad, è un film del 2019 scritto da Bae Se-young e diretto da Han Jun-hee.

## Trama
Eun Si-yeon fa parte di una squadra di poliziotti che si trova a dover inseguire coloro che amano andare ad alta velocità, sfuggendo ai controlli della polizia e spesso omettendo il proprio soccorso in caso di incidenti; insieme ai suoi colleghi, Si-yeon ha intenzione di catturare Jung Jae-cheol, un ex-pilota di Formula 1 reinventatosi come imprenditore.

## Distribuzione
In Corea del Sud la pellicola è stata distribuita a livello nazionale dalla Showbox, a partire dal 30 gennaio 2019.